# Криволуцкая
Криволуцкая — река в России, протекает по Александровскому району Томской области. Устье реки находится в 7 км по правому берегу протоки Пасал реки Обь. Длина реки составляет 23 км.

## Данные водного реестра
По данным государственного водного реестра России относится к Верхнеобскому бассейновому округу, водохозяйственный участок реки — Обь от впадения реки Васюган до впадения реки Вах, речной подбассейн реки — Васюган. Речной бассейн реки — (Верхняя) Обь до впадения Иртыша.
Код объекта в государственном водном реестре — 13010900112115200035999.